# Gare de L'Escarène
La gare de L'Escarène est une gare ferroviaire française de la Ligne de Nice à Breil-sur-Roya, située sur le territoire de la commune de L'Escarène, dans le département des Alpes-Maritimes, en région Provence-Alpes-Côte d'Azur.
Elle a été mise en service en 1928 par la Compagnie des chemins de fer de Paris à Lyon et à la Méditerranée (PLM).
C'est une halte voyageurs de la Société nationale des chemins de fer français (SNCF), desservie par des trains TER Provence-Alpes-Côte d'Azur.

## Situation ferroviaire
Établie à 387 mètres d'altitude, la gare de L'Escarène est située au point kilométrique (PK) 23,413 de la ligne de Nice à Breil-sur-Roya, entre les gares de Peille et de Touët-de-L'Escarène.

## Histoire
La gare a été mise en service le 31 octobre 1928, lors de l'ouverture au trafic voyageurs de la ligne par la Compagnie des chemins de fer de Paris à Lyon et à la Méditerranée (PLM).

## Fréquentation
De 2015 à 2023, selon les estimations de la SNCF, la fréquentation annuelle de la gare s'élève aux nombres indiqués dans le tableau ci-dessous.
| Année     | 2015   | 2016   | 2017   | 2018   | 2019   | 2020   | 2021   | 2022   | 2023   |
| --------- | ------ | ------ | ------ | ------ | ------ | ------ | ------ | ------ | ------ |
| Voyageurs | 21 104 | 24 023 | 33 789 | 31 953 | 36 730 | 17 737 | 18 129 | 28 387 | 36 526 |

## Service des voyageurs

### Accueil
Halte SNCF, c'est un point d'arrêt non géré (PANG) à entrée libre. 

### Desserte
L'Escarène est desservie par des trains TER PACA qui effectuent des missions entre les gares de Nice-Ville et celle de Breil-sur-Roya. 

### Intermodalité
Un parking pour les véhicules est aménagé.